# キャメロン・グライムス
キャメロン・グライムスは、アメリカ合衆国ノースカロライナ州バーリントン出身のプロレスラー。現在は、NXTにてキャメロン・グライムスのリングネームで活動。

## 来歴

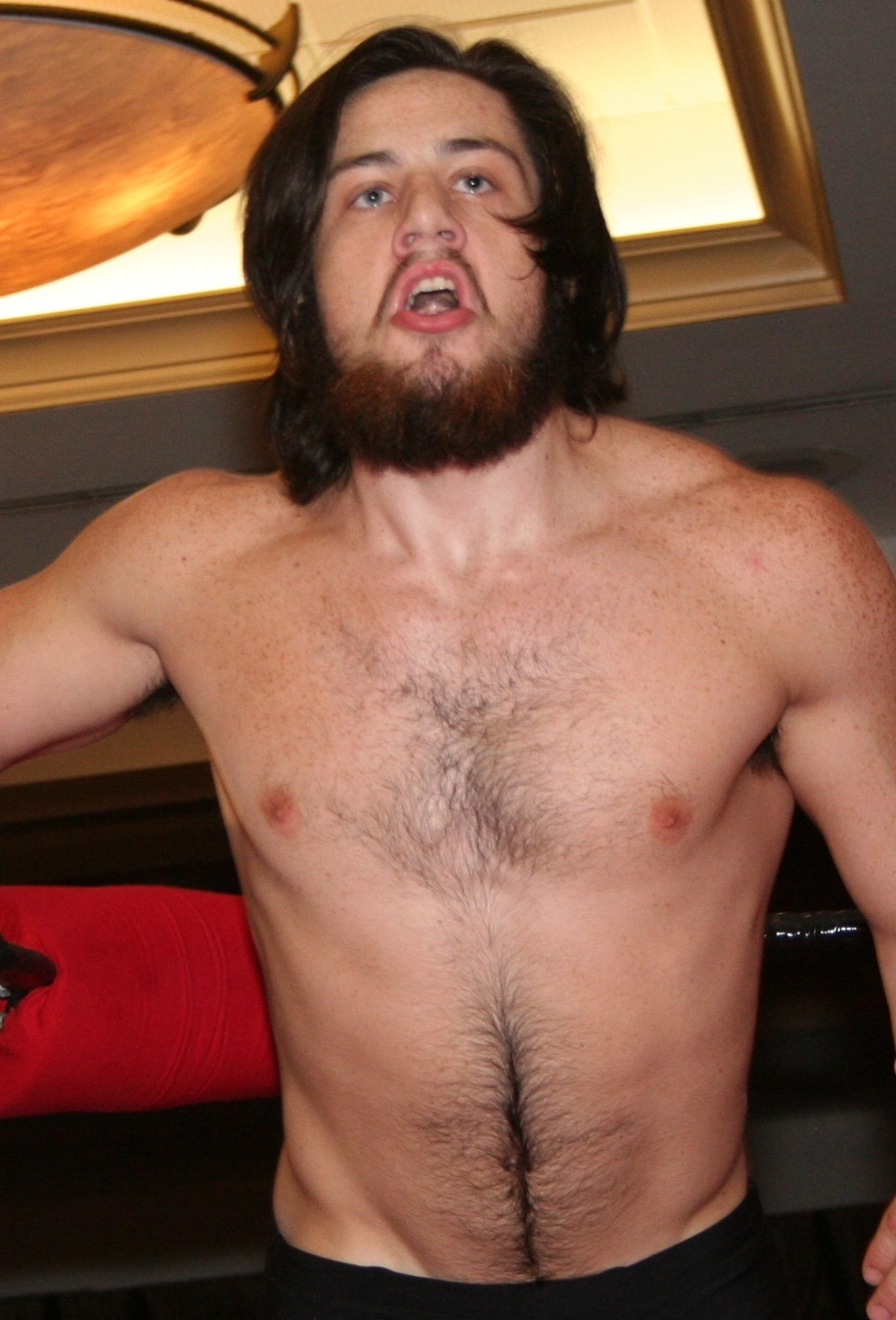
2013年8月のリー

### プロレスゲリラ
カデルは、リングネームをトレバー・リーとしてプロレスデビューを果たした。2014年3月28日、ミステリーヴォルテックスIIでスリーウェイマッチで対戦したが、敗北。2014年7月26日、イレブンで、リーはPWGワールド王座であるケビン・スティーンを破った。2014バトル・オブ・ロサンゼルストーナメントでリーは、第1ラウンドでセドリック・アレクサンダーを破り、準々決勝でマイケル・エルガンを破り、準決勝でジョニー・ガルガノに敗れた。10月17日、リーは、アダム・コールを破った。12月12日、ブラック・コール・サンで、リーは、クリス・ヒーローを破った。2015年2月27日、From Out of Nowhereで、リーはロデリック・ストロングに対してPWG世界選手権を獲得した。5月22日、リーとアンドリュー・エヴェレットは、2015 DDT4トーナメントで優勝し、決勝でPWGワールドタッグチーム王座のビーバーボーイズ (アレックス レイノルズとジョン シルバー)を破り、PWGワールドタッグチーム王座を獲得した。6月26日のミステリー ヴォルテックス IIIで、リーとエベレットは、チャンピオンマッチでヤング・バックスに敗れ、タイトルを失った。7月24日、リーは、トマソ・チャンパを破った。リーは、PWGバトル・オブ・ロサンゼルストーナメントに参加しましたが、2日目の夜、ビフ・ビーシックとエベレットとチームを組み、マウント・ラシュモア2.0と6ウェイマッチで対戦したが、敗北。3 番目の夜、トーナメントの第 2 ラウンドでマーティ・スカルに敗れた。

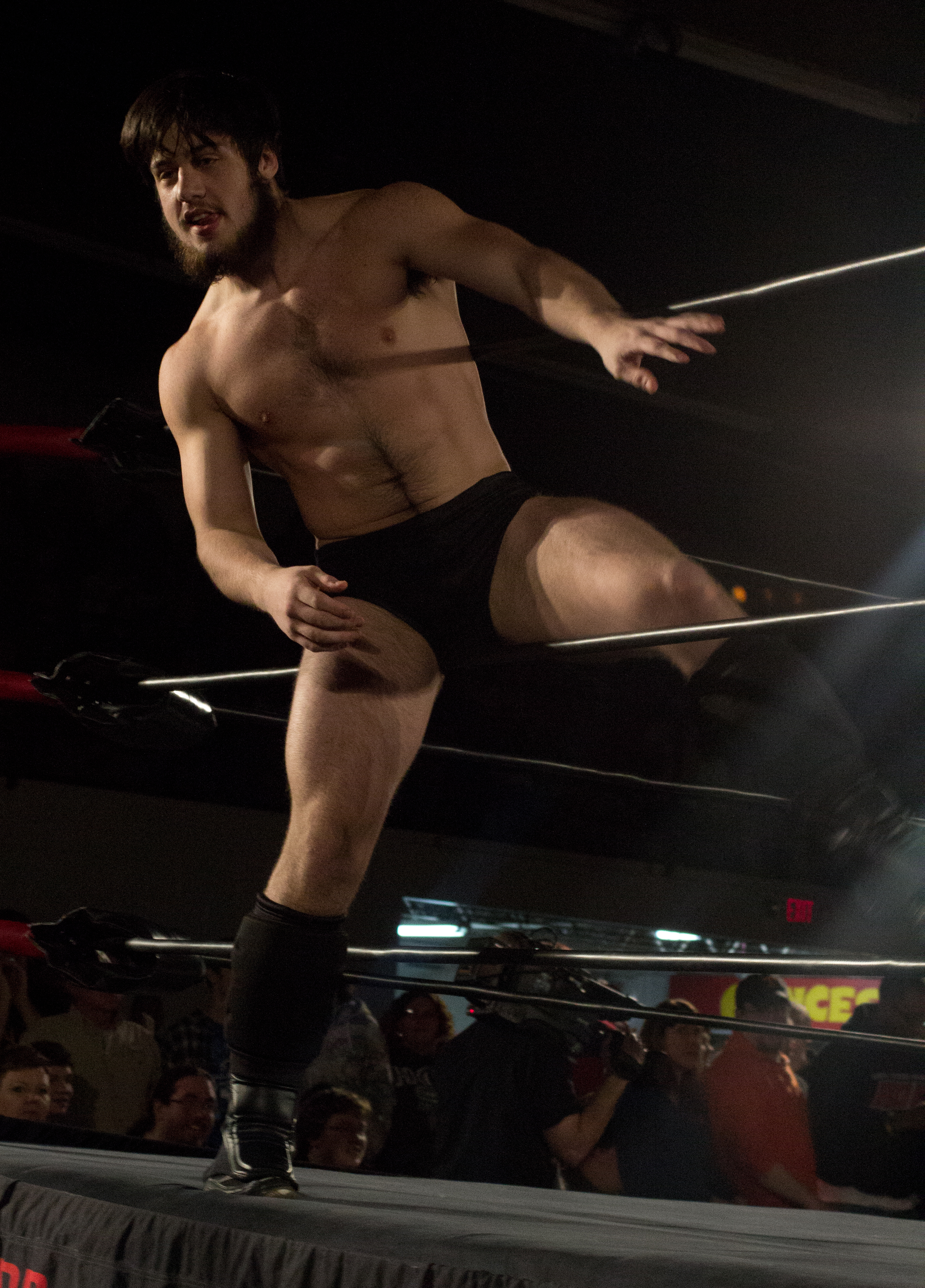
2014年1月のリー

PWGオールスター ウィークエンド11で、リーは、ウィル・オスプレイ、マット・サイダルを破った。リーは、2016バトル オブ ロサンゼルスに参加し、マーティ・スカルと共にスリーウェイ・エリミネーションマッチである決勝まで進んだ。その後、コーディ・ローデス、リオ・ラッシュ、キース・リー、チャック・テイラー、リコシェに敗北。
リーは、バトル・オブ・ロサンゼルスに参加し、ドノヴァン・ダイジャックによりラウンド1で敗退。PWG オールスターウィークエンド14 で、第1夜にレイ・ホルスに敗れ、第2夜にモーガン・ウェブスターに敗れた。2018バトル・オブ・ロサンゼルスで、リーは第 1 ラウンドでマルコ・スタントを破り、第2ラウンドでブロディ キングを破ったが、準決勝でジェフ・コブに敗れた。10月19日、スモーキー・アンド・ザ・バンディードでは、ダービー・アリンを破った. 2019年1月18日、PWG のハンド・オブ・ドゥームで、現チャンピオンであるジェフ・コブと対戦したが、敗北。

### インペデント・サーキット
リーはまた、2015年5月21日、インペデント・サーキットと契約。マット・ハーディーを含むトリプルスレットマッチでオメガヘビー級王座を獲得した。2016年2月27日、リーはCWF ミッド・アトランティックイベントでロイ・ウィルキンスを破り、CWFミッドアトランティックヘビー級王座を獲得した。
AAWショーダウン2018で、リーはDJZを破り、AAWヘリテージ王座を獲得した。2018年4月7日、リーはAAWヘビー級選手権のACHへの挑戦に失敗した。11月24日、彼はACHと対決し、引き分け。リーは、再びDJZと対戦したが、タイトルを保持することができなかった。

### ヘルムス・ダイナスティー結成

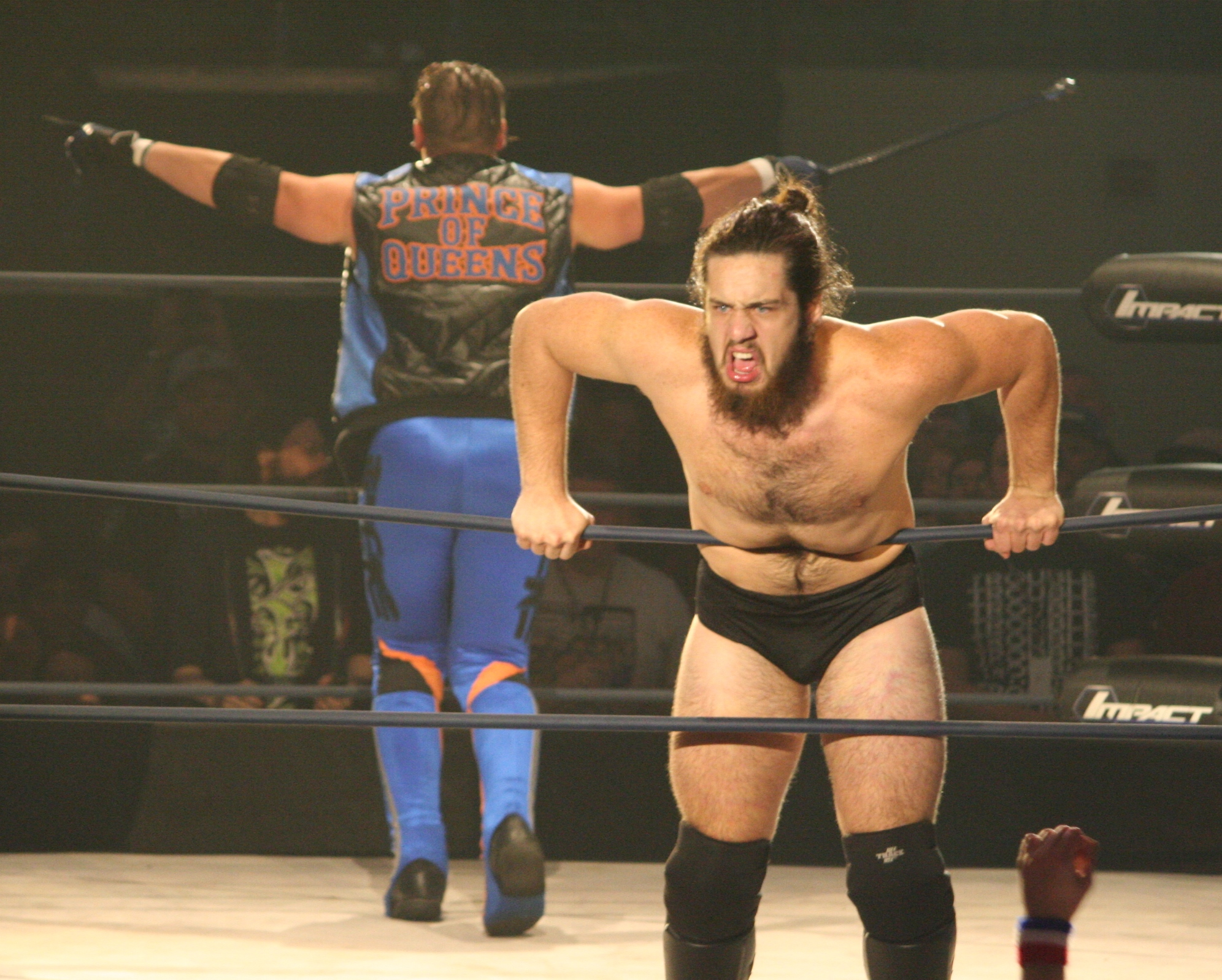
2015年10月のブライアン・マイヤーズとリー

リーは、2015年8月12日、TNAデビューを果たし、ブライアン・マイヤーズとチームを組み、アメリカン・ウルブズに敗れた。9月2日のエピソードで、リーとマイヤーズは再戦でウルブズを破り、TNAワールドタッグチーム王座を獲得した。9月9日、チームは、ウルブズと対戦したが、タイトルを失った。10月4日、バウンド・フォー・グローリーで、リーとマイヤーズは再戦を行った。ウルブズに対して、TNA世界タッグ王座を獲得した。
2016年2月2日、リーは、ティグ・レウノを破り、TNA Xディビジョンチャンピオンシップを獲得した。4月、アンドリュー・エヴェレットがリー & ヘルムズに加わり、ヘルムズ・ダイナスティを結成した。Slammiversaryで、彼はエベレットとDJZを含む4ウェイマッチでエディ・エドワーズに対してタイトルを失った。10月2日、 Bound for Gloryで、リーはDJZにX ディビジョン チャンピオンシップの挑戦に失敗した。2017年2月2日、彼はラダー マッチでDJZを破り、2度目のタイトルを獲得した。翌週、エベレットは、リーとヘルムズに攻撃され、ヘルムス・ダイナスティーから追放された。4月20日、リーは、エベレット、ダット、デズモンド・エグザビエ、スーサイドとの6ウェイマッチでXディビジョンチャンピオンシップでは、敗北した。
8月17日のデスティネーションX2017で、ダットは、リーに対してタイトルを取り戻した。9月14日、リーはケイレブ・コンリーととチームを組んだ。リーは、10月5日、元メンバーであるアンドリュー・エベレット、ダット、ウィリアムズ、サイダルと対戦することが決定。Bound for Gloryで、リーは、6ウェイマッチでタイトルを保持することに成功した。
2017年11月9日のインパクトのエピソードで、リーは石森太二に対してXディビジョンチャンピオンシップを失った。リーとコンリーは、2018年1月11日、Xchangeと対戦し勝利した。これにより、タッグチームチャンピオンシップを獲得。リデンプションで、リーは6ウェイマッチに出場した。7月26日、リーはジョニー・インパクトに敗れた。2018年12月31日、インパクト・レスリングとの契約を満了。

### WWE
カデルは、2019年1月12日にCWFミッドアトランティックショーで、 WWEと契約を結んだことを明らかにした。その後、シェーン・ストリックランドを破った。6月、カデルは、リングネームをキャメロン・グライムスに変更。グライムスは、NXTブレイクアウトトーナメントに出場することが発表され、勝者はNXTの任意のタイトルに挑戦する機会を得ました。グライムスは7月3日デビューし、トーナメントの第1ラウンドでアイザイア・スコットを破った。7月31日、グライムズはブロンソン・リードを破って最終ラウンドに進んだが、8月14日、ACHに敗れた。
10月23日、グライムズは、マット・リドルに敗れた。グライムズは、KUSHIDAに敗北。翌週、グライムズはKUSHIDAを破った。2020年2月26日のエピソードでドミニク・ダイジャコビッチを破った。3月11日キース・リーとタイトルをめぐって対戦したが、敗北。
グライムズは、フィン・ベイラーを破った。グライムスは、ダミアン・プリーストと二度対戦したが、1回目は、プリーストの負傷により勝利。二度目は、敗北。8月12日、グライムズは、ベルベティーン・ドリームとKUSHIDAを破り、タイトルを保持。
9月23日、グライムズは、ガントレット・エリミネーターの試合に出場し、テイクオーバー31でカイル・オライリーに敗れた。12月9日、グライムスは、トマソ・チャンパに敗れ、ティモシー・サッチャーに攻撃された。
5月18日、ジェイク・アトラスと対戦する。グライムスは、ミリオン・ダラー王座であるテッド・デビアスと対戦するも敗北。グライムズはその後、LAナイトにグレート・アメリカン・バッシュでのタイトルの再戦を挑んだが、グライムズはタイトルを獲得できなかった。NXTテイクオーバー36でグライムスは、ミリオン・ダラー・チャンピオンシップでナイトと対戦した。グライムスは、このイベントでナイトを破り、初のミリオン ダラー チャンピオンシップを獲得した。後にグライムスは、デビアスにタイトルを返還した。
グライムズは、2022年2月15日の復讐の日にNXT北米王座であるカーメロ ヘイズと対戦したが、敗北。4月2日にNXT スタンド & デリバーでヘイズ、サントス・エスコバー、ソロ シコア、グレイソン ウォーラーと5ウェイラダー マッチで勝利した。4月12日、ソロ シコアと対戦し、タイトルの保持に成功。NXT In Your Houseで、グライムズは、ヘイズに敗れ、タイトルを失った。その後、グライムズは、NXT王座であるブロン・ブレイカーとグレート アメリカン バッシュで対戦したが、敗北。その後、JDマクドナーと対戦するも敗北。11月8日、ジョー・ゲイシーと対戦をしたが、敗北。

## 得意技

### フィニッシュ・ホールド
ケイブイン
助走をつけて勢いを着けてジャンプして相手の胸元にダブル・フット・スタンプを叩き込む。
キルショットニー
片膝立ちしている相手に対して、相手の片脚を踏み台にして相手の膝上に乗り上がり、すぐさま相手の頭部・顔面を狙って膝蹴りを打ち込む。
スモール・パッケージ・ドライバー
自身の右手で相手の左足を抱えてフィッシャーマンの体勢に持ち上げ、ジャンプしながら空中で相手の右足に自分の右足を絡めてスモール・パッケージ・ホールドの形になり、垂直落下で相手を後頭部から落とす。そのままフォールに持ち込むこともできる。
オレンジ・クラッシュ
ブレーンバスターの体勢で抱え上げ、前に放り投げて開脚しながら尻餅をつき、相手を背面からマットへジャンピングボムで叩きつける技。

### 打撃技
エルボー
エルボー・スマッシュ
バックエルボー
エルボー・スタンプ
バック・ハンド・チョップ
チョップ・スマッシュ
ドロップキック
スーパーキック
延髄斬り
エルボー・ドロップ
ニー・ドロップ

### 投げ技
ブレーンバスター
スーパープレックス
フィッシャーマンズ・スープレックス
フィッシャーマンズ・バスター
投げ捨て式フィッシャーマンズ・スープレックス。
パワースラム
バックドロップ

### フォール技
エビ固め
ローリング・クラッチ・ホールド
前屈みの姿勢をとっている相手の上を跳び箱を越えるようにジャンプ。飛び越えながら腰にしがみついてそのまま相手ごと前方回転しエビ固めに決める。トップロープからダイビング式を決めるバージョンも使用。俗に回転エビ固めとも呼ばれる。
スモール・パッケージ・ホールド
逆さ押さえ込み
スクール・ボーイ

## タイトル歴
AAW
- AAWヘリテージ選手権 : 1回
- AAWタッグチーム王座 : 1回 (w /アンドリュー・エヴァレット

CWF
- CWFミッドアトランティック・ヘビー級王座 : 1回
- CWFミッドアトランティック ライジング ジェネレーション リーグ チャンピオンシップ : 1回
- CWFミッドアトランティック・タッグチーム王座 : 1回 (W /チェット・スターリング
- CWFミッドアトランティック テレビ チャンピオンシップ : 1回

オメガチャンピオンシップレスリング
- オメガヘビー級王座 : 1回

プロレスリング・ゲリラ
- PWGワールドタッグチーム王座 : 1回 (W /アンドリュー・エヴェレット
- DDT 4 (2017) : 1回 (w /アンドリュー・エヴェレット

TNA
- TNA Xディヴィジョン王座 : 3回
- TNA世界タッグチーム王座 : 1回 (w /ブライアン・マイヤーズ

WWE
- NXT北米王座 : 1回
- ミリオン・ダラー王座 : 1回

## 入場曲
- To The Moon 現在使用中
- Ring Walker
- Stackin Money